# Anthony Limbombe
Anthony Limbombe Ekango (Mechelen, 15 luglio 1994) è un calciatore belga, di origini congolesi, centrocampista dell'Ironi K. Shmona.

## Caratteristiche tecniche
Fa della velocità e della rapidità di gambe le sue armi migliori, cerca l'uno contro uno e predilige giocare sulle fasce dove fa partire i cross in area.

## Carriera

### Club

#### Genk e Lierse
Cresciuto nelle giovanili del Malines e del Genk, nel 2010 viene promosso in prima squadra dell'allenatore Franky Vercauteren, debuttando il successivo 18 settembre contro il Lokeren. Trascorre quattro anni al Genk, con cui vince anche una supercoppa belga, prima di trasferirsi nel gennaio 2014 a titolo temporaneo al Lierse.

#### NEC Nijmegen e Club Bruges
Nell'agosto 2014 si trasferisce nei Paesi Bassi al N.E.C., con cui firma un contratto triennale. Il 13 settembre seguente debutta in Eerste Divisie nella vittoria di misura contro il RKC Waalwijk; pochi giorni dopo, il 20 settembre, mette a segno le prime reti con il club con una doppietta nella vittoria per 4-0 contro l'Emmen. Conclude la prima stagione contribuendo alla promozione del NEC in Eredivisie grazie alle sue 14 reti.
La stagione seguente, il 12 agosto 2015, debutta nel massimo campionato olandese nella vittoria contro l'Excelsior; mentre il 3 ottobre successivo segna la prima rete in massima serie contro l'ADO Den Haag.
A fine stagione, dopo aver contribuito al decimo posto in classifica per il NEC con 7 gol e 7 assist, si trasferisce al Club Bruges.

#### Nantes e prestito al Liegi
Il 23 agosto 2018 si trasferisce per 7 milioni di euro al Nantes, con cui firma un contratto quinquennale. Debutta con i canarini pochi giorni dopo, il 1º settembre, nella vittoria esterna contro il Strasburgo, valida per la quarta giornata di Ligue 1. Il 4 gennaio 2019, segna la prima rete francese, nella gara di Coppa di Francia vinta per 4-1 contro lo Châteauroux; mentre il 12 aprile successivo segna la prima rete in campionato, garantendo la vittoria del Nantes contro il Olympique Lione.
Nonostante una buona prima stagione in cui mette a referto due reti in 33 presenze totali, il 27 giugno 2019 viene acquistato a titolo temporaneo dallo Standard Liegi. Dopo aver segnato all'esordio, un infortunio lo tiene fuori dal campo per diversi mesi dunque, nel gennaio 2020, fa anticipatamente ritorno al Nantes. 
Tornato in Francia disputa appena 4 gare riuscendo ad andare a segno in una occasione.
La stagione seguente, a causa di vari infortuni e dei bassi rendimenti viene messo fuori rosa. Stessa cosa la stagione successiva, decisione che porta lo stesso Limbombe a sporgere causa contro il club. Il 19 marzo 2022 torna a giocare dopo 2 anni debuttando in National 2 con il Nantes 2 nella gara vinta per 2-1 contro il Colomiers. Il mese seguente, il 4 aprile, il club annuncia la rescissione consensuale del suo contratto.

#### Almere City e Beveren
Rimasto svincolato per tre mesi, il 26 giugno 2022 fa ritorno in Belgio trasferendosi all'Almere City. Debutta il 22 agosto seguente nella gara di Eerste Divise contro lo Jong AZ Alkmaar, invece il 16 settembre segna la prima rete con le pecore nere decidendo la gara contro il De Graafschap conclusa 1-2.
Con il club belga Limbombe ritrova la propria condizione fisica realizzando sei reti in 31 presenze e contribuendo alla promozione del club in Eredivisie.
La stagione successiva, dopo aver debuttato in massima serie con l'Almere, viene acquistato a titolo definitivo dal SK Beveren, trovando quindi a giocare in seconda serie.

### Nazionale
Nel 2010 viene convocato per la prima volta nella nazionale Under-16 per poi passare in Under-17.
Viene convocato per la prima volta in nazionale maggiore per l'amichevole del 27 marzo 2018 contro l'Arabia Saudita, partita vinta per 4-0, debuttando al 46' minuto in seguito alla sostituzione con Yannik Ferreira Carrasco.

## Statistiche

### Cronologia presenze e reti in nazionale
| Cronologia completa delle presenze e delle reti in nazionale ― Belgio | Cronologia completa delle presenze e delle reti in nazionale ― Belgio | Cronologia completa delle presenze e delle reti in nazionale ― Belgio | Cronologia completa delle presenze e delle reti in nazionale ― Belgio | Cronologia completa delle presenze e delle reti in nazionale ― Belgio | Cronologia completa delle presenze e delle reti in nazionale ― Belgio | Cronologia completa delle presenze e delle reti in nazionale ― Belgio | Cronologia completa delle presenze e delle reti in nazionale ― Belgio |
| Data                                                                  | Città                                                                 | In casa                                                               | Risultato                                                             | Ospiti                                                                | Competizione                                                          | Reti                                                                  | Note                                                                  |
| --------------------------------------------------------------------- | --------------------------------------------------------------------- | --------------------------------------------------------------------- | --------------------------------------------------------------------- | --------------------------------------------------------------------- | --------------------------------------------------------------------- | --------------------------------------------------------------------- | --------------------------------------------------------------------- |
| 28-3-2018                                                             | Bruxelles                                                             | Belgio                                                                | 4 – 0                                                                 | Arabia Saudita                                                        | Amichevole                                                            | -                                                                     | 46’                                                                   |
| Totale                                                                |                                                                       | Presenze                                                              | 1                                                                     |                                                                       | Reti                                                                  | 0                                                                     |                                                                       |

## Palmarès

### Club

#### Competizioni nazionali
- Campionato belga: 2

Genk: 2010-2011
Club Bruges: 2017-2018
- Supercoppa del Belgio: 2

Genk: 2011
Club Bruges: 2018
- Eerste Divisie: 1

N.E.C.: 2014-2015